# ظافر العابدين
ظافر العابدين (26 نوفمبر 1972-)، ممثل ومخرج تونسي ولاعب محترف في كرة قدم.

## حياته
ابتدأ لاعبًا لكرة قدم محترفًا لفترة وجيزة حتى بلغ عمر 23 سنة حيث أصيب مما جعله يبتعد عن الملاعب لعامين، ثم بدأ دراسته في علم الحاسوب، بينما كان في نفس الوقت عارض أزياء في وكالة متروبوليتان (Metropolitan) الباريسية. عمل أيضا مساعدًا للمخرج المنصف ذويب. ارتحل بعد ذلك إلى لندن لتعلم اللغة الإنكليزية، ثم التحق بكلية برمنغهام للخطابة والدراما، التي تخرج منها عام 2002. عام 2002 قبل تخرجه، لعب دور قائد فريق كرة قدم فرنسي اسمه «مارسيل ساباتييه» (Marcel Sabatier) في المسلسل التلفزيوني البريطاني «دريم تيم» (بالإنجليزية: Dream Team، أي فريق الأحلام) الذي عُرض على قناة سكاي 1 (Sky 1). ثم ظهر في مسلسل «سبوكس» (بالإنجليزية: Spooks، أي الجواسيس) الذي عرض على البي بي سي وفي مسلسل «ذو بيل» (بالعامية الإنجليزية: The Bill، أي الشرطة) الذي عُرض على قناة آي تي في. في السينما، لعب دوراً في الفيلم التلفزيوني «ذو مارك أوف كاين» (بالإنجليزية: The Mark of Cain) في دور «عمر عبد الله». كما لعب دوراً في فيلم شفرة دا فنشي، لكنه أُقتطع عند التوليف.
من خلال دور «محمد علي» أو «دالي» في المسلسل التونسي مكتوب، أصبح ظافر العابدين مثالا للشاب المرغوب للمرأة في تونس، وهي سابقة أولى لشخصية تونسية. اختارته العديد من العلامات التجارية لترويج منتجاتها، على غرار المشروب الغازي بوڨا سيدر في تونس وجهينة في مصر والشرق الأوسط.
قام ظافر بتقديم برنامج «أمير الشعراء» عام 2007 على قناة دبي الفضائية. كما قدم أيام قرطاج السينمائية عام 2008.
عام 2009 شارك في المسلسل الأجنبي "The Omid Djalili Show" والفيلم التونسي «الدواحة» أو "Les Secrets" من إخراج رجاء عماري.
عام 2010 شارك في الفيلم العالمي «Sex and the City 2»، فيلم "Kingdom of Dust"، فيلم "Centurion"، مسلسل "Wallander"، مسلسل "Strike Back" كما شارك في الفيلم التونسي «آخر ديسمبر» من إخراج معز كمون ومسلسل «ذاكرة الجسد» المأخوذ عن رواية الكاتبة الجزائرية أحلام مستغانمي ومن بطولة أمل بشوشة وجمال سليمان وإخراج نجدت إسماعيل أنزور.
عام 2011 لعب بطولة "The Black Forest" كما شارك في السلسلة التلفزية الأمريكية البريطانية الجديدة «نيمسيز» للمنتج الأمريكي فرانك سبوتنيز
عام 2012 شارك في أول أعماله في الدراما المصرية من خلال مسلسل «فرتيجو» عن قصة أحمد مراد ومن بطولة هند صبري ونضال الشافعي ومن إخراج عثمان أبو اللبن كما شارك في بطولة سلسلة بريطانية تحمل عنوان «نيو تريكس» للمخرج الأمريكي "جوليان آنثانك"
في موسم رمضان 2013 شارك في دور «رأفت» في مسلسل «نيران صديقة» مع منة شلبي وعمرو يوسف ومجموعة من الفنانين الشباب ومن إخراج خالد مرعي. وشارك أيضا الفنان ظافر العابدين في مسلسل بعنوان الإنجيل والذي قام ببطولته الفنان كيث ديفيد والفنان دييجو مورجاد ووالفنان داروين شو والفنانة رومي داوني والفنانة لويز ديلامير
في 2014 إنضم ظافر العابدين إلى طاقم تمثيل السلسلة البوليسية الفرنسية الشهيرة «أنغروناج» في موسمها الخامس عن فكرة وإخراج لالكسندرا كلارت وغي باتريك سانداريشين وإنتاج شركة صوت وصورة بالتعاون مع ثلاث قنوات فرنسية. كما سيكون ظافر العابدين نجم مسلسل مكتوب 4 اللذي تعرضه قناة التونسية
هذا وقد أعلن الممثل التونسيّ ظافر العابدين، لـ«مصر اليوم»، أنه سيبدأ تصوير مشاهده في مسلسل «فرق توقيت» وأشار ظافر، إلى أنه بعد انتهائه من «فرق توقيت» سيستكمل تصوير مسلسله الفرنسيّ «التروس»، والذي يُعدّ من أكثر الأعمال التلفزيونيّة الفرنسيّة مبيعًا، ويُشاهَد في 70 دولة.
و لا ينفك النجم التونسي ظافر العابدين على يتألق ويتميز في كل تجربة جديدة يخوضها سواء في العالم العربي أو خارجه كما خاض تجربة التقديم التلفزيوني من جديد، على تلفزيون دبي هذه المرّة، في النسخة العربية من البرنامج العالمي The Cube الذي يعرض على قناة بريطانية منذ 8 مواسم متواصلة ويعرض حاليا في نسخ روسية وصينية وفرنسية
يسكن ظافر في لندن وهو متزوج وله ابنة، كما يتحدث ظافر العربية والفرنسية والإنجليزية والإيطالية.

## أعماله

### الأفلام السينمائية[14][2][15]
- العنكبوت
- غدوة
- خط دم
- حبة كراميل
- أبو شنب
- وصية لأجل الملك (عام 2015)، بدور حسن.
- ذا بايبل (عام 2013)، في دور أوريا الحيثي
- The Black Forest (عام 2011)، في دور الدكتور ساكسون (Dr Saxon).
- آخر ديسمبر (عام 2010)، في دور آدم.
- إلى إبني2054[16]
- أنف وثلاث عيون (2024).[17][18]
- Sex and the City 2 (عام 2010)، في دور محمود.
- Kingdom of Dust (عام 2010)، في دور شاكر.
- Centurion (عام 2010)، في دور ماركوس (Marcus).
- الدواحة (عام 2009)، في دور علي.
- 31 North 62 East (عام 2009)، في دور تييري لوروا (Thierry Leroy).
- Rise of the Footsoldier (عام 2007)، في دور إمري باران (Emre Baran).
- The Mark of Cain (عام 2007)، في دور عبد الله عمر.
- Il mercante di pietre (عام 2006)، في دور مصري.
- Children of Men (عام 2006)، في دور ظافر (Zaphyr).
- A Different Dish (عام 2006)، في دور الابن.

### التلفزية[2][15]

#### المسلسلات التلفزيونية
- «عروس بيروت 3» (2022) بدور فارس
- «عروس بيروت 2» (2020) بدور فارس
- «عروس بيروت» (2019) بدور فارس
- «طلعت روحي»(2018)ضيف شرف
- «ليالي أوجيني»(2018) بدور فريد
- «كاراميل»(2017) بدور رجا
- «حلاوة دنيا»(2017) بدور سليم
- أريد رجلا (2016) بدور خالد
- الخروج (2016) بدور عمر فاروق
- «24 قيراط»(2015) بدور سامي
- تحت السيطرة (عام 2015) بدور حاتم
- Engrenage (عام2014)
- «فرق توقيت» (عام 2014)
- «مكتوب» الجزئين 3 و 4 (عامي 2013 و 2014)
- «نيران صديقة» (عام 2013)
- The Bible (عام2013)
- «فيرتيجو» (عام 2012), في دور ضياء
- Nemesis (عام 2011)، في دور رجل أعمال فرنسي يدعى (Bernard Farraux).
- New Track (عام2012)
- ذاكرة الجسد (عام 2010)، في دور زياد الخليل.
- Strike Back (عام 2010)، في دور حكيم الناصري.
- Wallander (عام 2010)، في دور عامل مهاجر.
- The Omid Djalili Show (عام 2009).
- 2013-2013 : تونس 2050 : بيل -بلال بومليار
- مكتوب (عامي 2008 و2009)، في دور محمد علي (أو دالي).
- Coming Up (عام 2008)، في دور قائد سيارة.
- A Touch of Frost (عام 2008)، في دور رومان كاسال (Roman Cassell).
- The Whistleblowers (عام 2007)، في دور محمد أجيزة.
- Thieves Like Us (عام 2007)، في دور كلود دي لاكروا (Claude Delacroix).
- Spooks (عام 2006)، في دور شرف.
- Bombshell (عام 2006)، في دور رحمان.
- Doctors (عام 2005)، في دور بيت ديميلو (Pete Demello).
- The Bill (عام 2005)، في دور علي حكيمي.
- Wire in the Blood (عام 2004)، في دور حسن.
- Dream Team (أعوام 2002-2004)، في دور مارسيل ساباتييه (Marcel Sabatier).
- إخوة وزمان (عام 2003)
- Maria, figlia del suo figlio (عام 2000)، في دور يعقوب بن زبدي.

#### المنوعات التلفزية
- The Cube (عام 2014 و2016)، كمقدم البرنامج. تلفزيون دبي
- Rise of the Footsoldier Featurette (في 7 سبتمبر 2007)
- أمير الشعراء (عام 2007)، كمقدم البرنامج.
- Voyages of Discovery، في حلقة The Figure of Earth (في 14 ديسمبر 2006)
- RI:SE (في 13 مايو 2003)

### ألعاب الفيديو[2]
كما شارك بصوته في أصوات شخصيات بعض ألعاب الفيديو.
- Dante's Inferno (عام 2010)، في صوت ظل الخلفية.
- Medieval II: Total War (عام 2006)، في صوت شخصية لها نفس اسمه، أي ظافر العابدين.

## روابط خارجية
- ظافر العابدين على موقع IMDb (الإنجليزية)
- ظافر العابدين على موقع IMDb (الإنجليزية)
- ظافر العابدين على موقع قاعدة بيانات الأفلام العربية
- ظافر العابدين على موقع ألو سيني (الفرنسية)
- ظافر العابدين على موقع أول موفي (الإنجليزية)
- ظافر العابدين على موقع قاعدة بيانات الأفلام السويدية (السويدية)
- ظافر العابدين على موقع قاعدة بيانات الفيلم (الإنجليزية)